# Velký Valtinov (zámek)
Zámek Velký Valtinov (též dvůr Valtinov, či zámek Horní Valtinov) je barokní zámek venkovského typu se dvorem, kdysi areál panského dvora na severním okraji stejnojmenné vsi (v části zvané Františkov, zaniklá víska) poblíž Jablonného v Podještědí, okres Česká Lípa v Libereckém kraji. Zámek se dvorem čp. 9 je zapsán jako kulturní památka (č. 28065/5-3375). 

## Poloha
Zámecká budova se nachází na pískovcové ostrožně v zatáčce při silnici z Jablonného v Podještědí na samém okraji obce. Je pravděpodobné, že v rovinatém místě na západní straně panského sídla, kudy dnes vedou ramena Panenského potoka, býval rybník. Ten se rozléval od severozápadu, kde stojí budova bývalého mlýna se starým náhonem a na jižní straně byla hráz v místech dnešní silnice a mostu přes Panenský potok.

## Historie

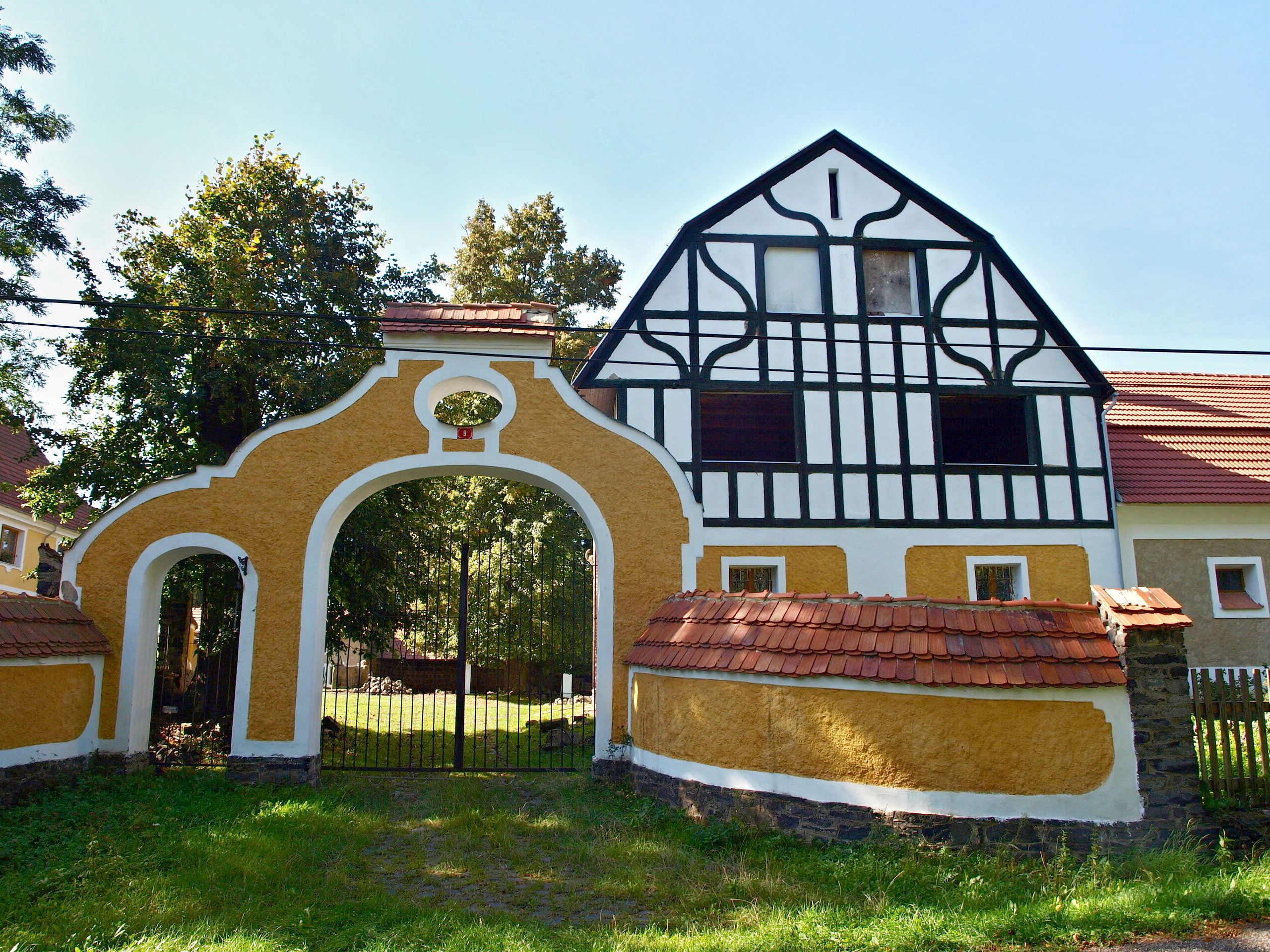
Brána zámku Velký Valtinov

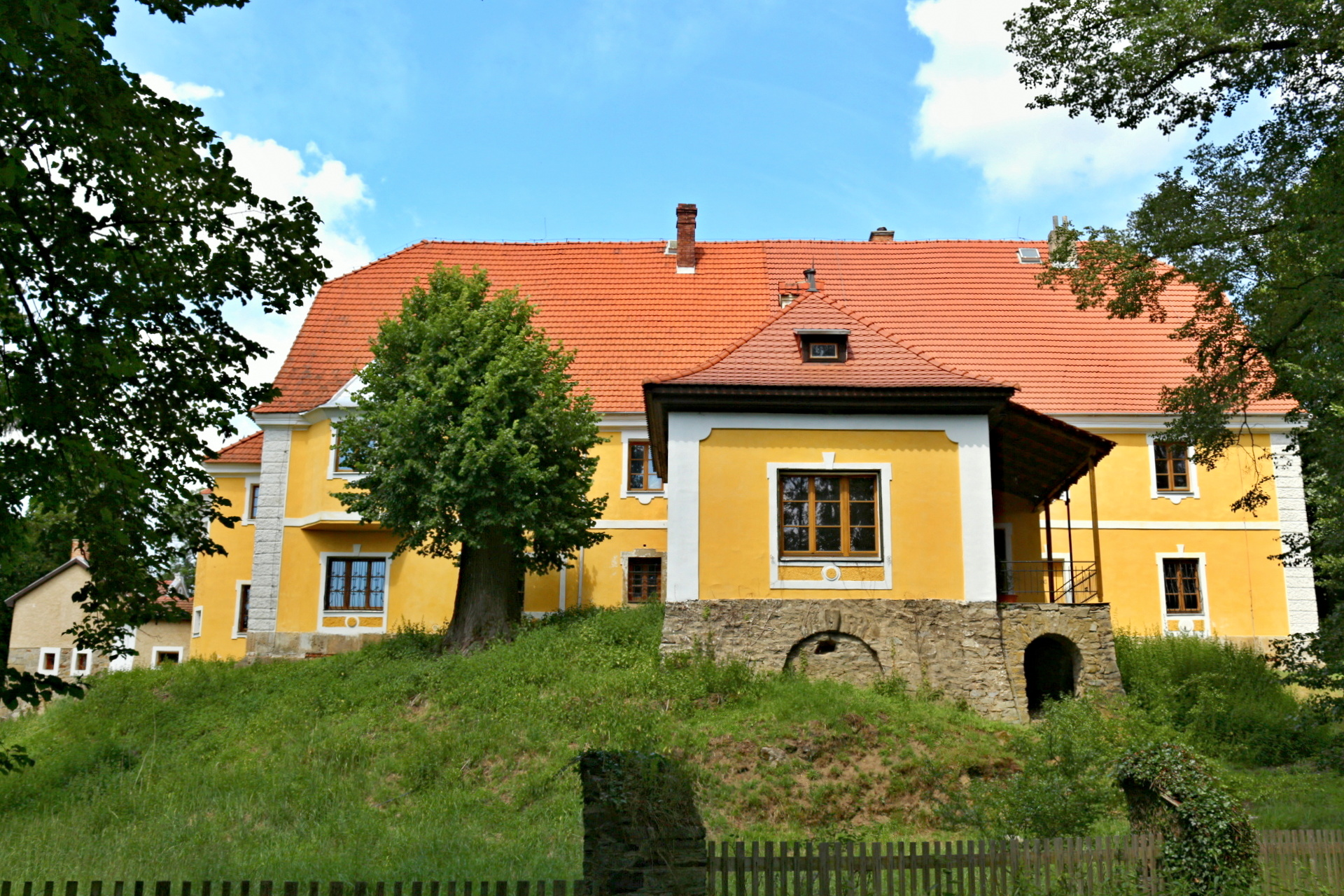
Hlavní budova zámku

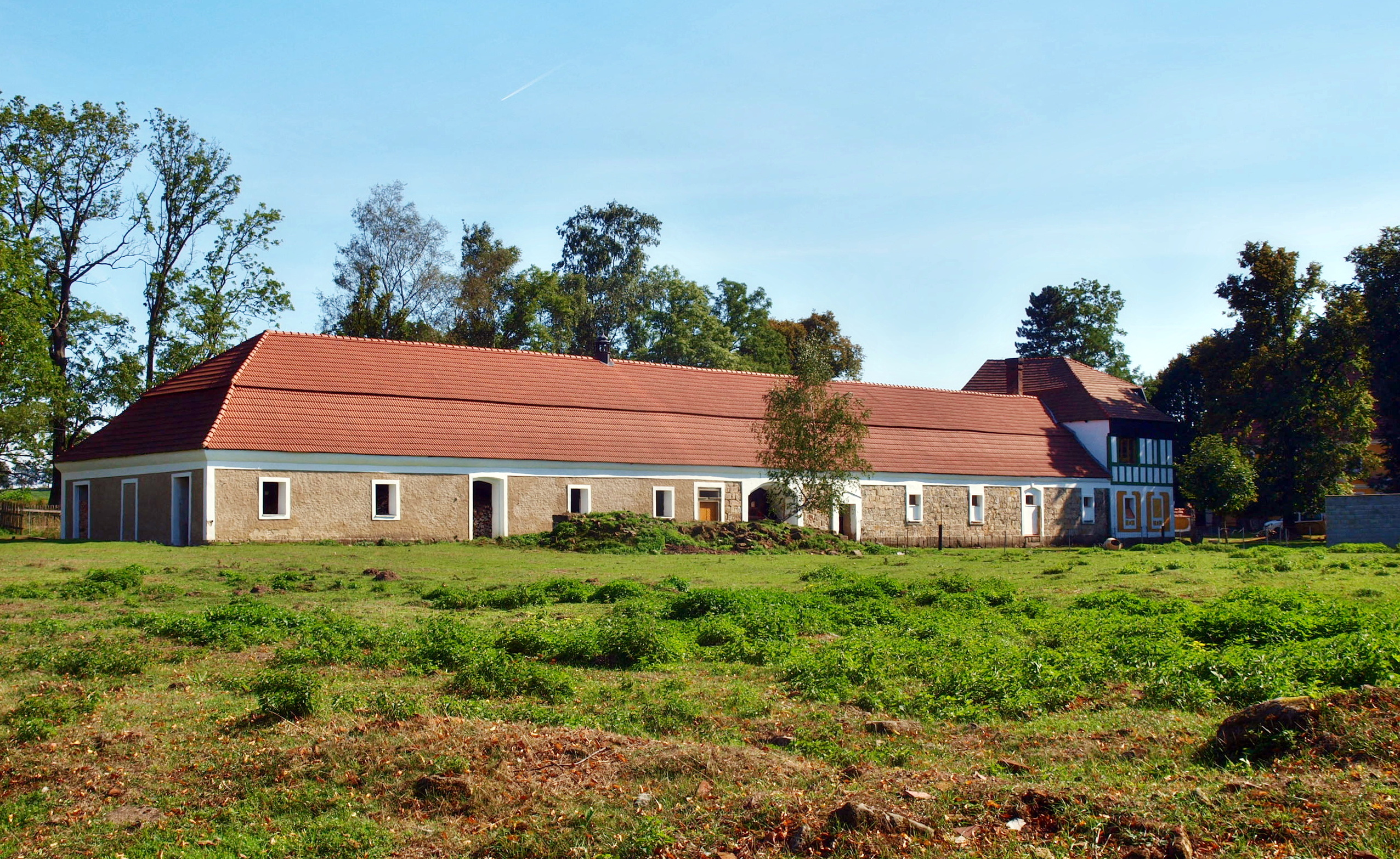
Hospodářská budova

### Počátky zámku
Dnešní zámek stojí na místě někdejší středověké tvrze, pocházející z roku 1395. Na konci 16. století panství vlastnil rod Blektů z Útěchovic a tehdejší majitel panství Adam Blekta z Útěchovic nechal roku 1600 tvrz přestavět na renesanční zámek. Po smrti majitele zámku Václava Blekty z Útěchovic jej roku 1615 jeho synové Vilém, Jáchym, Jan Jindřich a Adam prodali Janovi mladšímu Odkolkovi z Újezdce za 5300 zlatých rýnských. Po bitvě na Bíle hoře byl Jan Odkolek odsouzen ke ztrátě celého jmění, tedy zámečku Horní Valtinov s poplužním dvorem, vsí se sedmi poddanými, mlýnem a ostatním příslušenstvím. Jan Odkolek se proti rozhodnutí soudu odvolal a 30. května 1626 skutečně se domohl osvobození. Jeho panství však již mezitím v roce 1624 koupil pan Jindřich Volf z Dubé a Lipé, a to za 6500 kop míšeňských, proto došlo k dohodě o vyrovnání.

### Součást jablonského panství
Horní Valtinov poté již zůstal přičleněný k panství Jablonné v Podještědí. To roku 1718 od Františka Antonína hraběte z Nostic-Rienecku (nevlastního bratra Františka Antonína Berky z Dubé, posledního majitele z rodu Berků z Dubé, zesnulého roku 1706) zakoupil Jan Jáchym Pachta z Rájova. Pachtové z Rájova v roce 1729 provedli barokní přestavbu objektu. Panství vlastnili až do roku 1867, kdy je prodali saskému baronovi von Palma (Palmeho dvůr v Jablonném), který však panství nedlouho poté prodal spolku velkostatkářů Konsortium der verfassungstreuen Grossgrundbesitzer.
V roce 1877 statek zakoupil továrník Mattausek z Benešova nad Ploučnicí a Valtinov byl prodán jako samostatný statek bankovní společnosti Wiener Kredit- und Verschussbank se sídlem ve Vídni.
V roce 1878 se dalším majitelem stal dr. Gustav svobodný pán ze Schlesingeru, jenž zakoupil také panství Malý Valtinov a část panství Lada. (Malý Valtinov později prodal Josefu Vazačovi, někdejšímu řediteli valdštejnské lesnické školy v Bělé pod Bezdězem. Panství s lesem přechází roku 1898 průmyslníkovi Gustavu Grassovi z Horního Podluží, jenž provedl zvelebení budov a jejich rozšíření nákupem dalších dvou statků ve vsi a po jeho smrti roku 1922 majetek převzal jeho strýc dr. Fridrich Pergelt.

### Od druhé světové války po současnost
Po druhé světové válce byl dvůr zkonfiskován na základě vyvlastňovacích dekretů československým státem a předán rodině Noskových, kterým však byl zanedlouho znárodněn komunisty. V 90. letech jim byl v restitučním řízení dvůr opět navrácen, aby jej v letech 1999 a 2003 prodali Chmelům ze Chmelného. Od roku 2005 procházel objekt postupnou celkovou rekonstrukcí. V roce 2021 byl prodán české firmě NEJDOMY s.r.o., kterou ovládá dánská sekta Dům otce.